# Schizoporella biaperta
Schizoporella biaperta är en mossdjursart som först beskrevs av Jean-Louis Hardouin Michelin 1848.  Schizoporella biaperta ingår i släktet Schizoporella och familjen Schizoporellidae. Inga underarter finns listade i Catalogue of Life.